# Decauville-Bahn Tien-Tsin–Tshing-Yang
| Vorführung der Decauville-Bahn am 20. November 1886 Decauville-Lokomotive Fedora, N° 26, 4,5 t Leergewicht |                     |                                               |                                               |
| Streckenlänge: | 2 km                |                                               |                                               |
| Spurweite: | 600 mm (Schmalspur) |                                               |                                               |
| |                     |                                               |                                               |
| \| \| \| Tien-Tsin, Haus von Tseng Laisun, Canton Road \| \| \| \| Friedhof, am damaligen B.M.E.-Gelände \| \| \| \| Electric Light Works, Elektrizitätswerk \| \| \| \| Tshing-Yang, Pforte an der Race Course Road[1] \| |                     |                                               |                                               |
| Kopfbahnhof Streckenanfang (Strecke außer Betrieb) |                     | Tien-Tsin, Haus von Tseng Laisun, Canton Road | Tien-Tsin, Haus von Tseng Laisun, Canton Road |
| Haltepunkt / Haltestelle (Strecke außer Betrieb) |                     | Friedhof, am damaligen B.M.E.-Gelände         | Friedhof, am damaligen B.M.E.-Gelände         |
| Haltepunkt / Haltestelle (Strecke außer Betrieb) |                     | Electric Light Works, Elektrizitätswerk       | Electric Light Works, Elektrizitätswerk       |
| Kopfbahnhof Streckenende (Strecke außer Betrieb) |                     | Tshing-Yang, Pforte an der Race Course Road   | Tshing-Yang, Pforte an der Race Course Road   |

Die Decauville-Bahn Tien-Tsin–Tshing-Yang war eine 1886 temporär mit fliegendem Gleis von Tianjin nach Jinnan verlegte Decauville-Schmalspurbahn in China.

## Geschichte
Eine mit Decauville-Schienen errichtete Versuchsstrecke wurde am 21. November 1886 offiziell eingeweiht. Die Einwohner von Tiensin (heute Tianjin) versammelten sich vor dem Haus von Tseng Laisun. Dieser war Dolmetscher von General Li Hung Chang, der als Vizekönig von Zhili zahlreiche Reformen zur Modernisierung des Landes in die Wege leitete. Der Platz vor diesem Haus diente als Bahnhof. Die versammelten Besucher begrüßten die Bahn mit Enthusiasmus, da erkannt wurde, welche Vorteile ein solches System der Nation bringen werde. Es wurde keinerlei Protest vernommen.
Am 20. November 1886, oder nach anderen Berichten bereits am 20. August 1886, fand im Beisein von Li Hung Chang und anderen Würdenträgern einschließlich dem Vorsitzenden der Salzsteuer-Kommission eine Probefahrt statt. Diese war von Gaston Galy vorbereitet worden. Nachmittags zwischen 15:00 und 16:00 Uhr wurden die chinesischen Politiker von einer großen Gruppe von Ausländern und ausländischen Konsuln empfangen. Die Lokomotive, die mit Fahnen von China, Frankreich und England geschmückt war, zog Wagen der 1., 2. und 3. Klasse sowie einen Gepäckwagen.  Die Probefahrt verlief erfolgreich. Der Zug benötigte weniger als 8 Minuten für die kurvenreiche Strecke. Dass Li Hung Chang an der Vorführung teilgenommen hatte, wurde als ein positives Zeichen für die Zukunft gewertet.
Die zwei Kilometer lange Vorführbahn (französisch chemin de fer portatif, genre Decauville) hatte einen Auftragswert von 48.100 Silber-Taels (269.360 Franc). Sie war bereits zuvor mit Unterstützung durch den Ingenieur Gaston Galy von der in England ansässigen Handelsvertretung Jardine, Matheson & Co., mit der Decauville 1984 einen auf zehn Jahre befristeten Exklusivvertrag für den Vertrieb der des Decauville-Systems in China geschlossen hatte, in Hongkong und 1886 in Kanton vorgeführt worden.

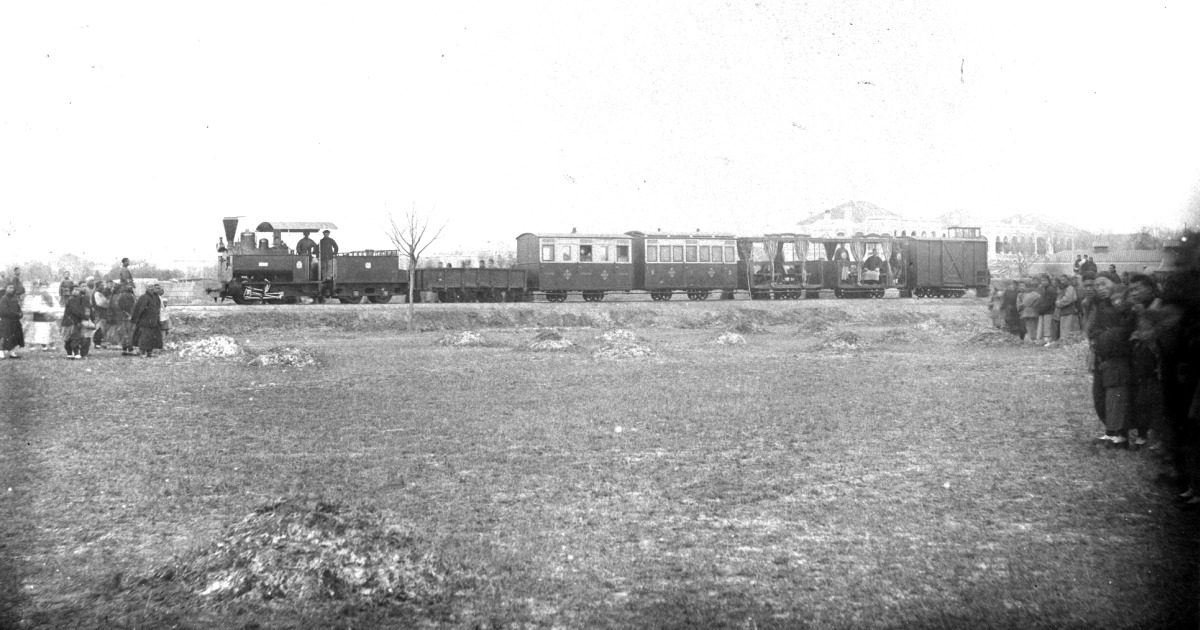
Decauville-Dampflokomotive N° 26 Fedora mit einem Zug in Tiensin
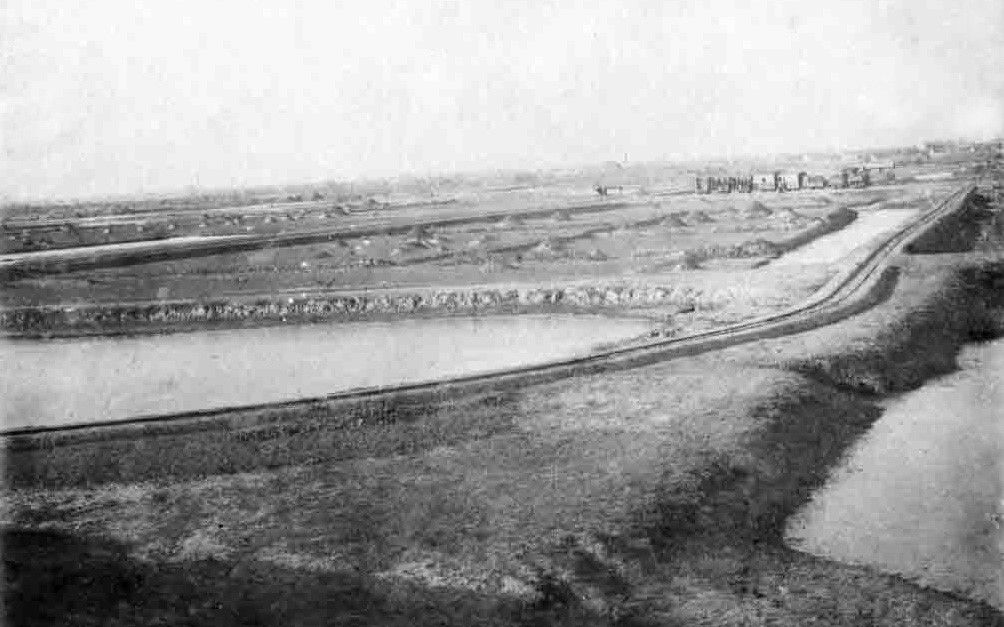
Der Zug auf dem temporär verlegten Decauville-Gleis bei Tiensin

Die Franzosen Thévenet und Paul Mignard hatten, wie im März 1887 berichtet wurde, Schwierigkeiten mit den Mandarinen in der Militärverwaltung, weil diese sich dem Fortschritt widersetzten. Thévenet hoffte, eine Schmalspurbahn von Tientsin (Tianjin) bis Peking zu errichten. Da die chinesische Admiralität im April 1887 die Bedeutung der Eisenbahn beim Truppentransport bei Tientsin (Tianjin) und andernorts erkannte, ging man in Frankreich davon aus, dass ein Bedarf für 4500 km Schmalspurbahnstrecken französischer Art von Peking über Kanton hinaus bis nach Hanoi bestehe.
In der Nähe gab es auch die Feldbahn Kohlenhof–Peiho–Tientsin deutscher Bauart, die den Kohlenhof Tientsin mit dem 4 km entfernten Proviantamt verband, für deren Strecke auch eine 20 m lange Brücke errichtet wurde. Sie wurde bis zum Eintreffen der Lokomotiven mit Pferden betrieben.